# Politický systém Nového Zélandu

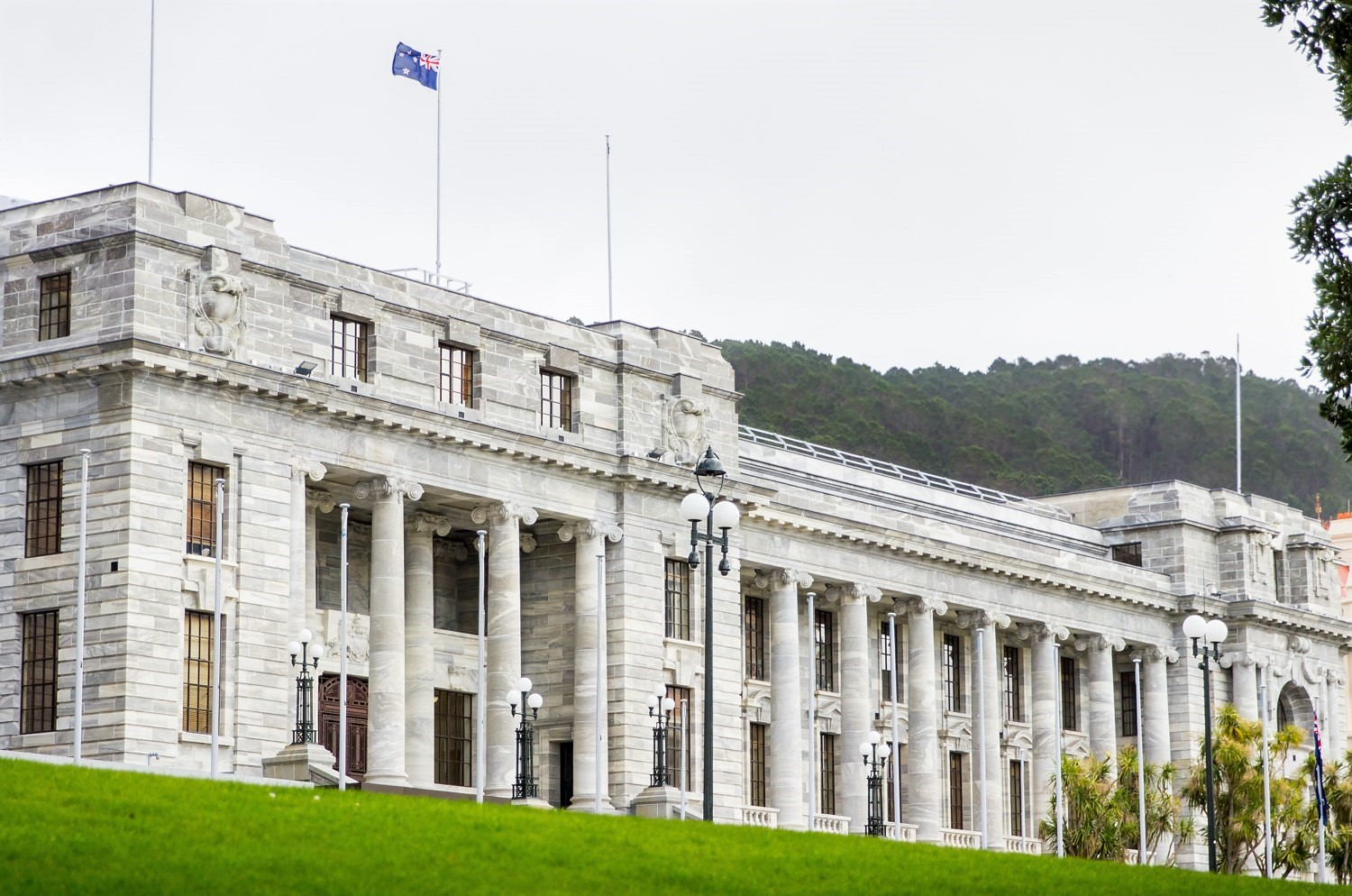
Vnější strana budovy parlamentu ve Wellingtonu 2016

Nový Zéland je konstituční monarchie s parlamentní formou vlády. Nový Zéland je součást personální unie Commonwealth Realm, hlava státu je tedy totožná s hlavou státu Spojeného království, kterou zastupuje generální guvernér Nového Zélandu. Nový Zéland spolu s Cookovy ostrovy, Niue, Tokelau a Rossovou dependencí tvoří Novozélandské království. Základ politického systému je založen na Westminsterském systému, ačkoli byly provedeny mnohé významné modifikace.
Novozélandský parlament je jednokomorový, čítá obvykle 120 členů, někdy více kvůli převislým mandátům, volených na tříleté funkční období. Od parlamentních voleb z roku 1996 se používá personalizovaný poměrný volební systém (MMP), který nahradil systém relativní většiny (FPTP). Každý volič disponuje při volbě dvěma hlasy, kterými odděleně hlasuje pro individuálního kandidáta v rámci svého jednomandátového volebního obvodu a stranickou kandidátku v jednom celostátním obvodu. Nový Zéland byl prvním státem, který zavedl volební právo žen (1893).
Ústředním a hlavním rozhodovacím tělesem systému vládnutí je kabinet, který odpovídá tomu, co je v evropském kontinentálním prostředí běžně označováno jako vláda.
Ústava Nového Zélandu je nepsaná.
Nový Zéland je členem vojenského paktu ANZUS. Po potopení lodi Rainbow Warrior Nový Zéland začal zavádět legislativu, která vyústila v zákaz přítomnosti jaderných zbraní a jaderné energetiky.